# Lene Cecilia Sparrok
Lene Cecilia Sparrok (* 6. Oktober 1997 in Namsskogan) ist eine norwegische Schauspielerin samischer Abstammung.

## Leben und Karriere
Sparrok wurde am 6. Oktober 1997 in Namsskogan geboren. Sie wuchs in einer Familie von Rentierzüchtern auf. Ihr Schauspieldebüt gab sie 2016 in dem Film Das Mädchen aus dem Norden, in dem sie die Hauptrolle der Elle Marja spielte. Sparrok wurde für ihre schauspielerische Leistung mehrfach ausgezeichnet. Sie erhielt den Preis für die beste Schauspielerin beim Tokyo International Film Festival sowie den Guldbagge-Preis als beste Hauptdarstellerin.
2020 spielte sie in der Theaterproduktion Ædnan des Schwedischen Nationalen Tourneetheaters mit. 2024 trat sie in Hearrát dat bidje min/Herrarna satte oss hit am Uppsala Stadsteater auf.
Sparrok spricht fließend Südsamisch, Norwegisch und Englisch.